# Ring Fit Adventure
Ring Fit Adventure is een computerspel dat is ontwikkeld en uitgegeven door Nintendo voor de Nintendo Switch. Het sportspel is uitgebracht op 18 oktober 2019.

## Beschrijving
In de hoofdmodus van het spel kan de speler beurtelings een rollenspel voltooien, waarbij de bewegingen van de speler en gevechtsacties zijn gebaseerd op het uitvoeren van bepaalde fysieke activiteiten met behulp van de Ring-Con en de Leg Strap, waarbij de bewegingsbediening binnen de Joy-Con de beweging van de speler en een spanningssensor in de Ring-Con die het buigen van de accessoire detecteert. Andere modi zijn onder meer algemene begeleide fitnessroutines en spelletjes in feeststijl. Deze activiteiten draaien om gewone fitnessoefeningen, waardoor het spel veel overeenkomsten heeft met Wii Fit.

## Ontvangst
| Recensiescore       | Recensiescore |
| Recensieverzamelaar | Score         |
| ------------------- | ------------- |
| Metacritic          | 83%           |
| Publicist           | Score         |
| Destructoid         | 8             |
| GameSpot            | 9             |
| IGN                 | 7,8           |
| Nintendo Life       | 8             |

Het spel ontving na uitgave overwegend positieve recensies en heeft op verzamelwebsite Metacritic een score van 83%. Men prees de eenvoud en lage instapdrempel, maar dit werd ook gezien als teleurstellend voor gamers die meer strategische RPG-elementen verwachten.
In december 2020 werd bekendgemaakt dat het spel wereldwijd in totaal ruim 8 miljoen keer is verkocht, waarmee het een van de bestverkochte spellen voor de Switch is.

## Trivia
De vraag naar het spel groeide explosief in de Verenigde Staten vanwege de coronapandemie in 2020. Sportscholen moesten hun deuren sluiten, waardoor men thuis wilde sporten. De game is toen door sommigen doorverkocht voor ca. $300.